# Rogóźnia (osada leśna w województwie mazowieckim)
Rogóźnia – osada leśna w Polsce, w województwie mazowieckim, w powiecie ostrowskim, w gminie Ostrów Mazowiecka.